# What! No Spinach?
What! No Spinach? è un cortometraggio muto del 1926 scritto, diretto e interpretato da Harry Sweet.

## Produzione
Il film fu prodotto dalla Standard Photoplay Company.

## Distribuzione
Distribuito dalla Film Booking Offices of America, il film - un cortometraggio in due bobine - uscì nelle sale cinematografiche USA il 22 agosto 1926.